# Paris-Plage (journal)
Cet article concerne Paris-Plage (journal). Pour le hameau Paris-Plage, voir Paris-Plage. Pour l'opération estivale de la mairie de Paris, voir Paris Plages.
Le Paris-Plage est un titre de presse français, qui est diffusé de 1886 à 1912 et publié à Paris-Plage, hameau de Cucq, qui devient la commune du Touquet-Paris-Plage le 28 mars 1912.
C'est le premier journal consacré à la station balnéaire.

## Historique
Le Paris-Plage est un journal créé en 1886, par Ernest Legendre, pour aider au lancement de la station balnéaire de Paris-Plage, hameau de Cucq, qui devient, le 28 mars 1912, la commune du Touquet-Paris-Plage.
Legendre fonde le journal, sans aucune subvention, le premier numéro paraît le 15 août 1886 au prix de 15 centimes, à l'occasion de la fête de Paris-Plage.
Le journal porte le nom de Paris-Plage Courrier des bains de mer et paraît le dimanche en saison puis mensuellement hors-saison, il prend ensuite le nom de Paris-Plage Arcachon du Nord et paraît le jeudi et le dimanche en saison et mensuellement d'octobre à juin.
Il est imprimé, de 1886 à 1887, chez Jeunet, et de 1888 à 1893, chez Laforest, tous les deux à imprimeurs à Amiens, de 1894 à 1895, chez Battez à Boulogne-sur-Mer, en 1896 chez Dupéron à Étaples, de 1897 à 1898 chez Clochez à Amiens et à partir de 1899, chez Delambre à Montreuil. dans le format 51 × 32 cm, puis 57 × 38 cm. Les bureaux sont à Paris-Plage et le dépôt au no 146, rue Montmartre à Paris.
Le journal est vendu dans toutes les gares de chemin de fer et envoyé dans tous les casinos de France et de l'étranger ainsi que dans tous les grands hôtels, et contribue ainsi à donner l'impulsion nécessaire au lancement de la future station balnéaire, Paris-Plage.
En 1896, Legendre cède le journal, qui a juste dix ans, à Charles Delambre, imprimeur à Montreuil qui en devient le propriétaire en 1897.
Le 23 juillet 1896, Legendre publie, en tête du journal, un article d'adieu :

« Fidèles et chers lecteurs du Paris-Plage, je vous fais aujourd'hui presque mes derniers adieux, notre charmante station balnéaire maintenant bien connue, vigoureusement lancée, peut se passer du concours actif de son premier rédacteur. Sentant donc venir, sinon notre fin, du moins le moment où il me sera permis de prendre quelque repos, après dix années de rude labeur, délivré du souci d'encourager, de défendre une création balnéaire, assez forte actuellement pour braver les bourrasques de la critique malveillante et jalouse, j'estime avoir quelque droit à la retraite, etc. »

En 1896, après le départ de Legendre, c'est Maurice Garet qui, nommé par Legendre, devient rédacteur du journal.
À partie de 1903, le journal paraît toute l'année, hebdomadaire en saison et mensuel le reste de l'année.
En août 1908, Léopold Delambre succède à son père.
Le journal connaît sa dernière diffusion, avec le no 326, le 25 juin 1912, l'année où Paris-Plage est devenu la commune du Touquet-Paris-Plage,.

## Pour approfondir